# The Haunted Man
The Haunted Man è il terzo album discografico della cantautrice inglese Bat for Lashes.

## Il disco
Il lavoro sul disco è stato incominciato nel maggio 2010 ed i brani sono stati registrati presso gli Abbey Road Studios di Londra.
Il primo singolo estratto è Laura (24 luglio 2012), seguito da All Your Gold (settembre 2012).
L'album ha debuttato al sesto posto nella Official Albums Chart. In Italia l'album ha raggiunto la 74ª posizione della classifica FIMI.
La versione iTunes del disco include tre tracce ulteriori, ossia Lumen, Daphne ed il video di Laura.

## Tracce
1. Lilies – 4:45
2. All Your Gold – 4:31
3. Horses of the Sun – 4:59
4. Oh Yeah – 4:54
5. Laura – 4:25
6. Winter Fields – 3:41
7. The Haunted Man – 5:16
8. Marilyn – 4:35
9. A Wall – 4:00
10. Rest Your Head – 4:03
11. Deep Sea Diver – 6:19

## Musicisti
- Natasha Khan - voce, autoharp, celesta, clarinetto, corno elettrico, basso elettrico, programmazione, percussioni, harp, piano, synth, sampler, mellotron e altri strumenti

### Collaboratori
- T. J. Allen - synth (3)
- Brendan Ashe - piano (4), voce (7)
- Max Baillie - viola (3,6)
- Nick Barr - viola (2,7,8)
- Natalia Bonner - violino (2,7,8)
- Ian Burdge - violoncello (2,5,7,8)
- Dan Carey - programmazione, percussioni, chitarra (2,4,9,10), piano (2), synth (8,10), effetti, sampler
- Ben Christopher - voce (7), piano, synth (8)
- Ali Dods - violino (2,7,8)
- Rob Ellis - batteria, marimba (4), voce (7)
- James Ford - synth (10)
- Louisa Fuller - violino (2,7,8)
- Sophie Harris - violoncello (2,5,7,8)
- Ian Humphries - violino (2,7,8)
- Sarah Jones - cori (7)
- Mike Kearsey - trombone (5,7,8)
- Tariq Khan - synth (10)
- David Kosten - beats (1), tastiere, programmazione, synth
- Rick Koster - violino (2,7,8)
- Oli Langford - violino (3,6)

- Eliza Marshall - flauto (7,8), flauto traverso (6)
- Oren Marshall - tuba (5)
- John Metcalife - arrangiamenti orchestrali, sampler, programmazione
- Jeff Moore - violino (2,7,8)
- Everton Nelson - violino (2,7,8)
- Dan Newell - tromba (5,7,8)
- Justin Parker - piano
- Tim Pigott-Smith - violino (3,6)
- Jeremy Pritchard - basso (3,9)
- Richard Pryce - contrabbasso (5,7,8)
- Lucy Railton - violoncello (3,6)
- Kate Robinson - violino (2,7,8)
- Steve Rossell - contrabbasso (5,7,8)
- Dave Sitek - synth (1,9)
- Michael Spearman - batteria (3,7,9)
- Leo Taylor - batteria (1,9,4)
- Adrian Utley - chitarra (3)
- Chris Vatalaro - timpani (7,8)
- Finn Vine - chitarra (1,3)
- Richard Watkins - corno francese (5,7,8)
- Bruce White - viola (2,7,8)
- Chris Worsey - violoncello (2,5,7,8)